# Leopoldinentempel

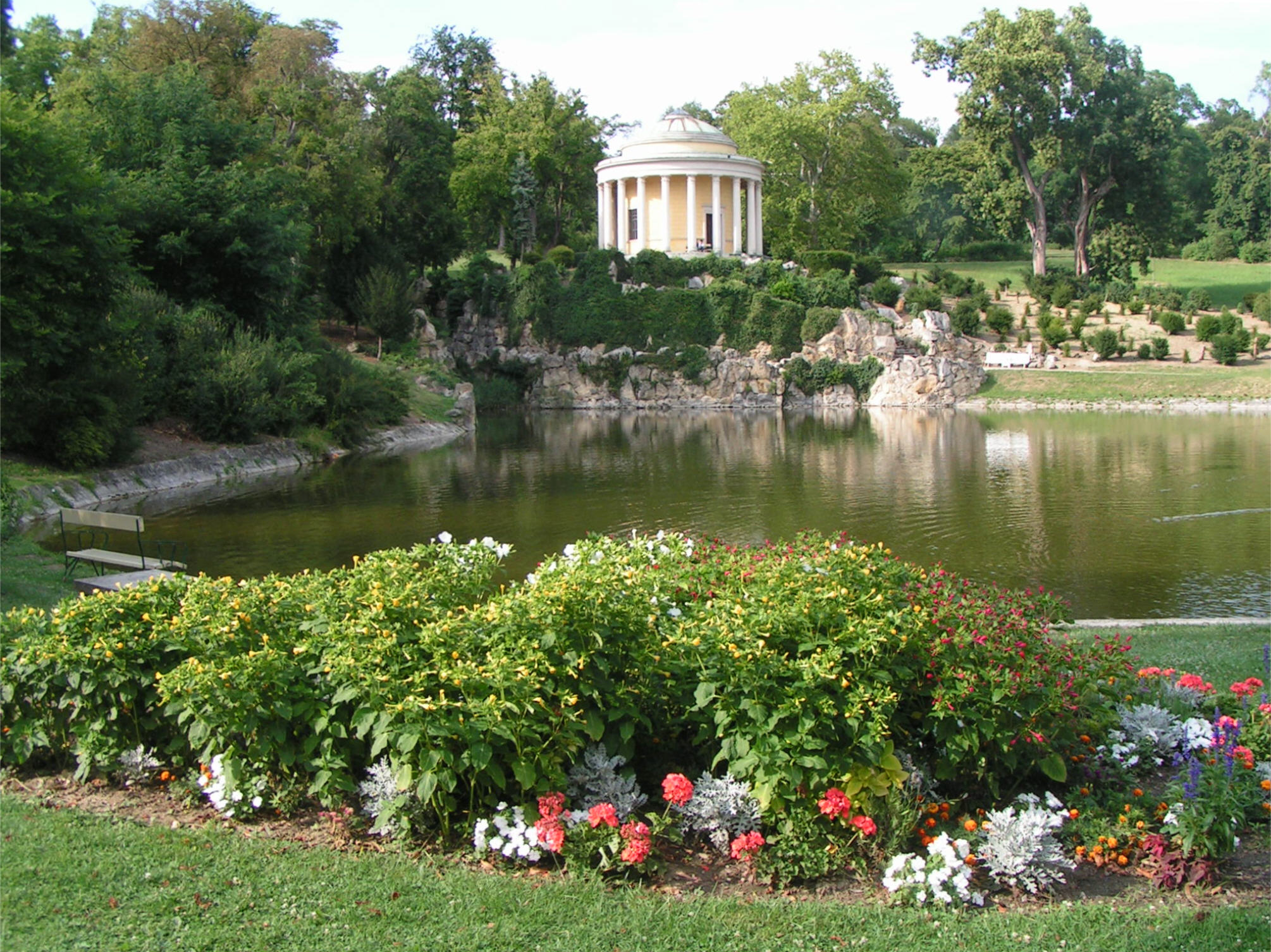
Leopoldinentempel

Der Leopoldinentempel steht im östlichen Teil des Parks von Schloss Esterházy (Eisenstadt) in Eisenstadt.

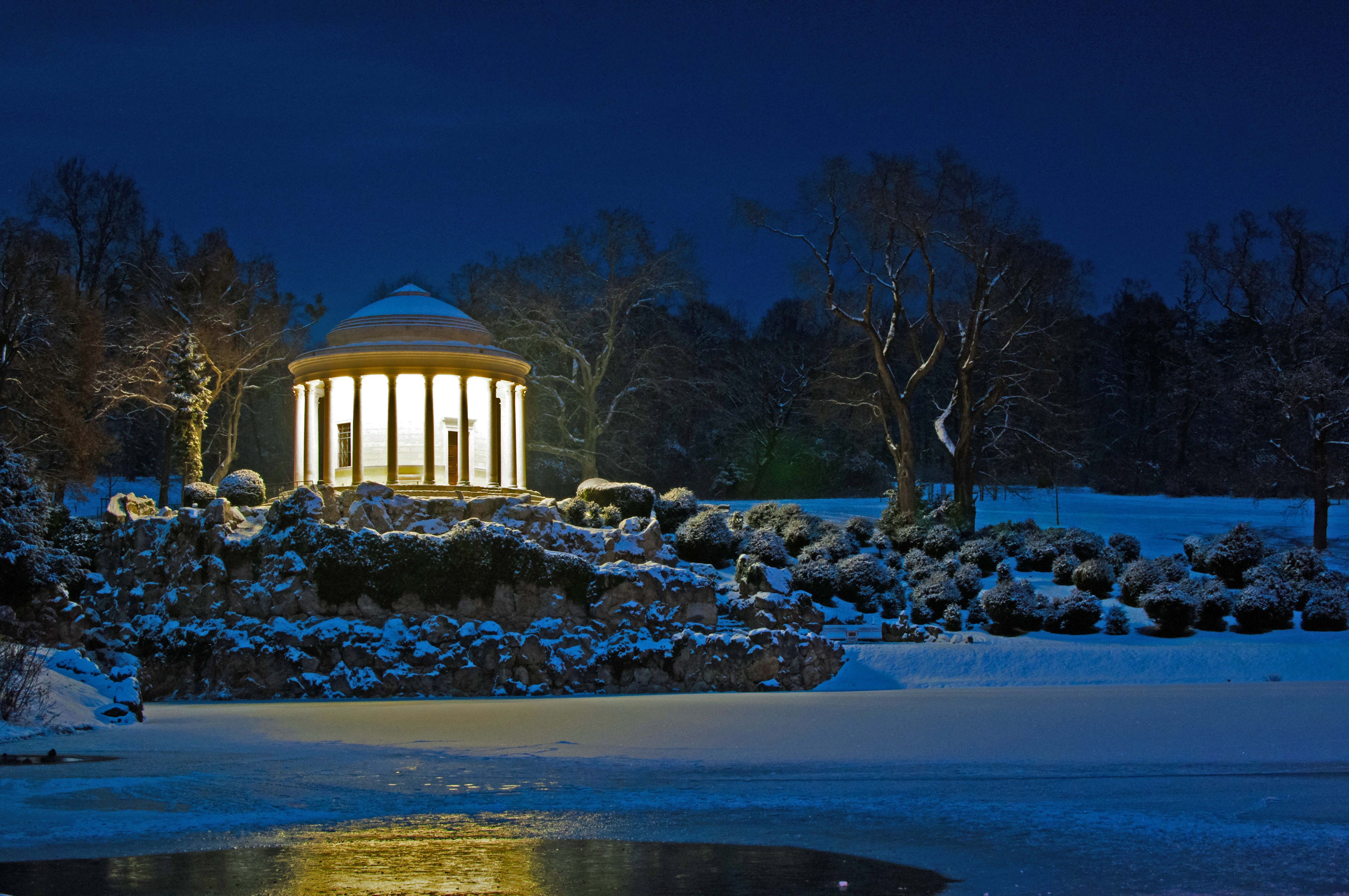
Leopoldinentempel im Winter

Er wurde in den Jahren 1818 bis 1819 an einem Weiher über einer aus Felsblöcken gebildeten Grotten- und Kaskadenanlage errichtet. Der Rundtempel hat eine flache Kuppel und wird von 19 Säulen mit Palmettenkapitellen umgeben. Der Innenraum hat über einem Konsolgesims eine bemalte Kassettendecke. Hier steht auf einem Podest eine Kopie der Statue "Principessa Leopoldina Esterházy" von dem Bildhauer Antonio Canova.